# Família cistercenca
La família cistercenca és el conjunt de grups i comunitats catòlics (instituts de vida consagrada o grups de seglars) que segueixen en la seva vida la Regla de Sant Benet segons les constitucions i reglaments propis de l'Orde del Cister. Tenen el seu origen en l'orde monàstic fundat per Robert de Molesme, Esteve Harding i Alberic de Cîteaux l'any 1098 com a reforma observant de l'Orde de Sant Benet.

Emblema de l'Orde del Cister.

Com els benedictins, els monestirs cistercencs són autònoms i per tant, independents i mancats d'un superior general o autoritat central per sobre del mateix abat. Només a efectes de facilitar la comunicació entre monestirs i una certa unitat d'acció, els monestirs s'agrupen en congregacions, també autònomes. El superior de les congregacions, l'abat president, tampoc no té autoritat directa sobre els monestirs que la formen: només hi ha un vincle espiritual de pertinença al mateix grup, que pot variar segons les circumstàncies de cada casa.
Al llarg dels segles s'han produït al si de l'orde diversos moviments de reforma i d'escissió, que han donat origen a diferents branques i, fins i tot, ordes que s'han separat de l'orde originari. Sovint es tractava de reformes que havien de conduir a una aplicació més rigorosa de la regla, d'acord amb el seu esperit fundacional, entenent que els costums l'havien relaxat i allunyat d'aquest esperit.

## Ordes de monjos
Avui dia, les comunitats masculines de la família cistercenca són:
1. Orde del Cister (1098), l'orde original;
2. Trapencs o Orde dels Cistercencs de l'Estricta Observança (1664, reforma observant de l'orde fundada per Armand Jean Le Bouthillier de Rancé;

### Ordes i congregacions cistercencs desapareguts
La mateixa autonomia dels monestirs, com la difusió per tot Europa, va dificultar-ne la unitat de l'organització i l'aparició de corrents disgregadors. D'altra banda, el relaxament en el compliment de la norma va donar lloc, periòdicament, a intents de reforma observant que donaven lloc a noves congregacions a partir de monestirs que s'hi adherien, obeint els reglaments de la casa que iniciava la reforma. Aquestes reformes, d'altra banda, són testimoni de la vitalitat i la capacitat de regeneració de l'orde.
1. Congregació de la Gran Selva o de Cadonh (1114-1793), fundada per Gerard de Salles;
2. Orde de Valliscaulium (1193-17961), fundat per Eudes III de Borgonya i Guiu de Val-des-Choux; suprimit i integrat a l'orde cistercenc;
3. Orde dels Florians (1196-1505), fundat per Joaquim de Fiore, extingit, els monestirs s'integraren en diversos ordes, principalment els cistercencs;
4. Congregació de Feuillant (1577-1791), fundada pel venerable Jean de la Barrière, suprimida en 1791 a França i en 1802 a Itàlia;

En l'esperit cistercenc, com a reforma benedictina, hi hagué:
1. 1. Orde de Savigny (1112-1147), integrada a l'Orde del Cister, fundat per sant Vidal de Mortain;

## Ordes de monges
Avui, els monestirs femenins de monges formen part, majoritàriament, de branques femenines dels ordes existents:
1. Monges Cistercenques (ca. 1125), branca femenina de l'Orde del Cister

1. Trapenques o Monges Cistercenques de l'Estricta Observança (1664);
2. Bernadines de Collombey o Orde de Monges Bernadines de la Divina Providència a Suïssa, amb un únic monestir a Collombey (Suïssa), considerat com a "monestir unit espiritualment a l'orde".
3. Orde de Monges Cistercenques Bernadines d'Esquermes (Ordo Monialium Cisterciensium Bernardinarum de Esquermes) o Bernadines d'Esquermes, amb vuit monestirs.
4. Congregació de Monges Cistercenques de Sant Bernat (Congregatio Monialium Cisterciensium de S. Bernardo), creada el 20 d'abril de 1995 a partir de la Federació de Monges Cistercenques de la Regular Observança de Sant Bernat a Espanya, amb 26 monestirs, vinculats a l'orde dels trapencs.
5. Germanes Cistercenques de la Caritat o Congregació d'Anagni (Congregatio de Anagni), amb set monestirs.
6. Germanes Bernadines d'Oudenaarde (Zusters Bernardinnen Oudenaarde), amb 21 monestirs.

### Ordes femenins desapareguts
1. Orde Gilbertí (1148-1538), orde doble, les monges del qual seguien la regla cistercenca (els homes eren canonges regulars de la Regla de Sant Agustí).

## Associacions de laics
De la família formen part diverses agrupacions de seglars, habitualment a l'entorn d'una fundació cistercenca. N'hi ha dues grans subfamílies:
1. Associacions de laics cistercencs (Associationes Laicorum Cisterciensium), amb:
  1. Association des amis de l'Abbaye de Morimond, a Langres
  2. Verein zur Förderung der Freunde der Abtei Morimond
  3. Charte européenne des abbayes et sites cisterciens
  4. Communauté chrétienne du Val-Dieu, a Aubel (Bèlgica)
  5. Fondazione Abbatia Sancte Marie de Morimundo
2. Comunitat dels Hereus Evangèlics del Cister a Alemanya (Gemeinschaft Evangelischer Zisterziensererben in Deutschland), amb 18 comunitats.

## Congregacions monàstiques de l'orde
Per facilitar la unitat de l'orde, els monestirs poden agrupar-se en federacions o congregacions, governades per un abat president. Dintre de cada congregació, els monestirs continuen essent autònoms, però els abats de cada comunitat es reuneixen periòdicament en capítols per discutir i acordar assumptes diversos i un monjo visitador les visita periòdicament per resoldre les qüestions que pugui haver-hi.
Actualment l'orde té vint congregacions, a més d'alguns monestirs autònoms o, sobretot femenins, agrupats en federacions mantenint la jurisdicció dels bisbes corresponents.

## Altres ordes vinculats
Alguns ordes religiosos han tingut una vinculació amb els cistercencs, sense formar-ne part de l'orde, generalment per l'adopció de la regla.
1. Ordes militars, algunes de les quals adoptaren les constitucions cistercenques per a la seva vida comunitària.
  1. Orde del Temple (1118-1312), amb regla pròpia, redactada per Bernat de Claravall a partir de la cistercenca;
  2. Orde de Calatrava (1187), amb la regla cistercenca;
  3. Orde de l'Ala de Sant Miquel (1168-1180), orde portuguès amb regla d'esperit cistercenc;
  4. Orde de Santa Maria d'Espanya (1271-1280), orde castellà incorporat al Cister.
  5. Orde de Montesa (1316), sorgida a partir de la de Calatrava i, per tant, de la família cistercenca.
  6. Orde de Crist (1317), orde portuguès amb regla benedictina i constitucions cistercenques
    1. Monjos de l'Orde de Crist (1567), branca purament monàstica de l'orde militar, de regla cistercenca.

1. Ordes hospitalers, alguns dels quals adoptaren la regla o costums cistercencs:
  1. Germans Hospitalers de Burgos (1212), amb germans laics que vivien sota la constitucions cistercenques.

Encara existents, hi ha dos ordes de monges de clausura de regla cistercenca:
1. Monges Calatraves (1219), branca femenina de l'Orde de Calatrava, formada per monges que segueixen la regla cistercenca;
2. Orde de la Immaculada Concepció (1484), fundat per santa Beatriu de Silva; durant un temps es va adscriure a la família franciscana.